# Dooo It!
"Dooo It!" é uma canção da artista musical estadunidense Miley Cyrus, contida em seu quinto álbum de estúdio Miley Cyrus & Her Dead Petz (2015). Teve sua estreia em 30 de agosto de 2015, com uma performance ao vivo durante o MTV Video Music Awards de 2015, no qual Cyrus foi a anfitriã, e foi disponibilizado online gratuitamente juntamente com o álbum completo, sem anúncio prévio. A canção serviu como primeiro lançamento em promoção ao projeto.

## Composição
Liricamente, "Dooo It!" é "principalmente sobre o amor de Cyrus pela maconha e paz". O NY Daily News disse que a canção "atinge um novo ponto ideal entre o maluco R&B contemporâneo e as formas mais amigáveis às drogas do hip hop sulista".

## Performances ao vivo
Cyrus apresentou a canção pela primeira vez juntamente com o The Flaming Lips e dezenas de competidores do RuPaul's Drag Race em roupas de alta-costura para o MTV Video Music Awards de 2015, em que ela foi anfitriã. Entre as drags presentes estavam Courtney Act, Willam Belli, Pandora Box, Tammie Brown, Carmen Carrera, Violet Chachki, Alyssa Edwards, Monica Beverly Hillz, Alexis Mateo, Gia Gunn, Miss Fame, Pearl, Shangela Laquifa Wadley e Jessica Wild. O líder do Flaming Lips, Wayne Coyne, veio para a frente do palco para lançar canhões de confete entre as pernas de Cyrus no final da performance.

## Vídeo musical
O vídeo musical para "Dooo It!" apresenta imagens em close-up de Cyrus fumando maconha, lambendo e regurgitando glitter e derramando máscaras faciais caseiras em seu rosto. Ele foi filmado em julho de 2015. Erin Strecker, da Billboard, disse sobre o vídeo: "É grosseiro, intrigante, arte performática e pode fazer você querer começar a criar, stat." O web-site Jezebel o descreveu como "bukkake de glitter", e o The Harvard Crimson sugere que "se você olhar bem de perto, dado que você tem estômago para isso, você provavelmente verá os sete pecados capitais representados [...] Cyrus meramente segura um espelho para sua sociedade moralmente vazia. Se recuarmos em horror, dificilmente será culpa do espelho."

## Desempenho nas tabelas musicais
| Tabela musical (2015)     | Melhor posição |
| ------------------------- | -------------- |
| Canadá (Canadian Hot 100) | 60             |